# Mauregato das Astúrias
Mauregato I das Astúrias, o Usurpador, (ca. 730 — 789) foi Rei das Astúrias de 783 a 788. Era filho ilegítimo de Afonso I das Astúrias com uma serva moura.
Após a morte de Silo das Astúrias, seu cunhado, (marido da sua meia-irmã Adosinda), a nobreza elegeu Afonso, filho de Fruela I das Astúrias (722 — Cangas de Onís, 768)  (que mais tarde se tornaria Afonso II das Astúrias)  (Oviedo, 759/760 — 842), como rei a instâncias da rainha Adosinda, esposa de Silo. Mas Mauregato organiza uma forte oposição conseguindo que o novo rei se retire para terras de Álava, adjudicando assim o trono das Astúrias.
Pouco se conhece deste reinado. De destaque é, porém, a disputa ocasionada pela doutrina adopcionista, com a intervenção de Carlos Magno, Elipando (bispo de Toledo), e o Beato de Liébana, e a vitória a uma forte incursão muçulmana.
Mauregato foi sucedido por Bermudo I das Astúrias.

## Relações familiares
Foi filho ilegítimo de Afonso I das Astúrias com uma escrava de origem moura de nome Sisalda. Casou com Creusa, de quem teve:
- Hermenegildo das Astúrias (ca. 765 - 783) Rei das Astúrias.
- Afonso Mauregates das Astúrias que morreu jovem no Reino da Galícia.